# Szybki zmierzch
Szybki zmierzch (ang. Hurry Sundown) – amerykański film dramatyczny z 1967 roku w reżyserii Ottona Premingera. Główne role zagrali Jane Fonda i Michael Caine. Scenariusz powstał na podstawie powieści Hurry Sundown autorstwa Katyi i Berta Gildenów.

## Obsada
- Michael Caine jako Henry Warren
- Jane Fonda jako Julie Ann Warren
- Diahann Carroll jako Vivian Thurlow
- Beah Richards jako Rose Scott
- Robert Hooks jako Reeve Scott
- Faye Dunaway jako Lou McDowell
- John Phillip Law jako Rad McDowell
- Luke Askew jako Dolph Higginson
- George Kennedy jako szeryf Coombs
- Burgess Meredith jako sędzia Purcell
- Madeleine Sherwood jako Eula Purcell
- Frank Converse jako wielebny Clem De Lavery
- Robert Reed jako Lars Finchley
- Jim Backus jako Carter Sillens

## Fabuła
Rok 1946. Na amerykańskim Południu właściciel naftowego przedsiębiorstwa, Henry Warren razem z żoną Julie Ann, usiłuje nabyć duży obszar roponośnej ziemi. Po kolei wykupuje, więc małe farmy, jednak dwóch właścicieli postanawia stawić mu opór. Pierwszym z nich jest kuzyn Warrena, Rad McDowell, a drugim młody czarnoskóry farmer Reeve Scott, którego matka Rose była w dzieciństwie opiekunką Julie Ann. Ponieważ żaden z nich nie jest zainteresowany sprzedażą ziemi, wspólnie tworzą spółkę, by wzmocnić swoją pozycję prawną. Ich działania rozwścieczają Henry’ego, który za wszelką cenę chce przejąć ich farmy.
Kiedy Rose nagle umiera, Henry usiłuje przekonać żonę, by oskarżyła Reeve’a o bezprawne przywłaszczenie ziemi. Jest bowiem przekonany, że niechętny czarnoskórym, sędzia Purcell będzie przeciwko Reeve’owi. Jednakże miejscowy nauczyciel Vivian Thurlow sprawdzając miejskie dokumenty odkrywa dowód na to, że Reeve legalnie zarejestrował swoją działkę. Tymczasem Julie zdenerwowana tym, jak Henry traktuje ich chorego umysłowo syna, postanawia wycofać oskarżenie przeciwko Reeve’owi.
Z pomocą członków Ku Klux Klanu Henry wysadza w powietrze tamę znajdującą się pobliżu farm, w wyniku czego najstarsze dziecko jego kuzyna Rada tonie w powodzi. To prowadzi do konsternacji Henry’ego, a Rad i Reeve, wspólnie z sąsiadami, decydują się odbudować swoje zniszczone gospodarstwa.

## Produkcja
Reżyser i producent filmu Otto Preminger, nabył prawa do ekranizacji powieści już osiem miesięcy przed jej wydaniem za 100 000 dolarów. Pierwotnie zamierzał nakręcić czteroipółgodzinny epicki film, który w kinach byłby pokazany dwa razy w ciągu dnia. Kiedy jednak okazało się, że książka sprzedała się „tylko” w 300 000 egzemplarzy, reżyser postanowił zrealizować film z mniejszym rozmachem. Do napisania scenariusza wynajął Hortona Footea’a, którego wraz z rodziną ulokował w Londynie, gdzie kręcił właśnie Bunny Lake zaginęła. Pierwszy szkic powstał w trzy miesiące, jednak Preminger nie był z niego zadowolony, więc zakończył pracę ze scenarzystą. Mimo to reżyser nalegał później, żeby jego nazwisko znalazło się w napisach. Foote’a zastąpił Thomas C. Ryan, który był wcześniej głównym recenzentem i był zaznajomiony z tematem.
Na przełomie listopada i grudnia 1965 roku Preminger przybył do Georgii, gdzie zamierzał nakręcić cały film i wybrać odpowiednie miejsca. Ponieważ jednak zdjęcia miały być realizowane w od czerwca do sierpnia, czyli w najgorętszych miesiącach, zareagowały związki. Reżyser postanowił więc kręcić wieczorami, ale to wiązałoby się z dodatkowymi kosztami. Scenograf Gene Callahan zasugerował wówczas jako alternatywę swój rodzimy stan – Luizjanę. Na miejsce zdjęć wybrano Baton Rouge i pobliskie okolice, gdzie posadzono zboża, wzniesiono farmy oraz tamę ze zbiornikiem na kilkanaście milionów litrów wody.
Produkcja od początku spotkała się z dużą niechęcią miejscowych mieszkańców, którym nie podobała się prezentowana w filmie przyjaźń białych z czarnymi. Doszło do tego, że w samochodach ekipy filmowej przebijano opony, niektórzy aktorzy otrzymywali telefoniczne pogróżki od Ku Klux Klanu, a na jednym z planów pojawił się w nocy płonący krzyż. Ostatecznie do ochrony części hotelu w którym przebywali filmowcy wezwano żołnierzy. Problemy pojawiły się także w Nowym Orleanie, gdzie grupie filmowców odmówiono wstępu do restauracji. Ponadto wracający wieczorem z planu konwój samochodów i ciężarówek został ostrzelany w lesie przez snajpera.
W połowie zdjęć do filmu Preminger zmuszony był zmienić operatora Loyala Griggsa, który zranił się w plecy, na Miltona R. Krasnera. Ostatecznie produkcja została ukończona i 9 lutego 1967 roku odbyła się premiera.